# 顧文根
顧 文根 （こ ぶんこん、1946年11月 - ）は、中国人民解放軍の軍人。海軍南海艦隊司令員兼広州軍区副司令員。上海市南匯区出身。海軍中将。

## 略歴
潜艇艇長、東海艦隊副司令員を経て、2004年7月、広州軍区副司令員兼南海艦隊司令員に任命。2005年、海軍中将に昇進。